# Vuelta a España 2021
Vuelta a España 2021 var den 76. udgave af Vuelta a España. Den spanske Grand Tour startede 14. august 2021 i Burgos, og sluttede 5. september i Santiago de Compostela. De tre første etaper fandt sted i området omkring Burgos. Årsagen til at Burgos skulle være startby var, at Katedralen i Burgos fyldte 800 år i 2021, og dette skulle fejres med en stor cykelfest. Byen optrådte for første gang i Vuelta a España i 1966.
Primož Roglič forsvarede sejren fra de to foregående år og vandt samlet foran Enric Mas og Jack Haig.

## Etaperne
| Etape     | Dato     | Start – Mål                                        | type          | Afstand (km) | Elevation (m) | Etapevinder         | Førende rytter       |
| --------- | -------- | -------------------------------------------------- | ------------- | ------------ | ------------- | ------------------- | -------------------- |
| 1. etape  | 14. aug. | Burgos – Burgos                                    | enkeltstart   | 7,1          | 87 m          | Primož Roglič       | Primož Roglič        |
| 2. etape  | 15. aug. | Caleruega – Burgos                                 | flad etape    | 166,7        | 1.049 m       | Jasper Philipsen    | Primož Roglič        |
| 3. etape  | 16. aug. | Santo Domingo de Silos – Espinosa de los Monteros  | bjergetape    | 202,8        | 2.787 m       | Rein Taaramäe       | Rein Taaramäe        |
| 4. etape  | 17. aug. | El Burgo de Osma-Ciudad de Osma – Molina de Aragón | flad etape    | 163,9        | 1.534 m       | Fabio Jakobsen      | Rein Taaramäe        |
| 5. etape  | 18. aug. | Tarancón – Albacete                                | flad etape    | 184,4        | 640 m         | Jasper Philipsen    | Kenny Elissonde      |
| 6. etape  | 19. aug. | Requena – Cullera                                  | kuperet etape | 158,3        | 901 m         | Magnus Cort         | Primož Roglič        |
| 7. etape  | 20. aug. | Gandia – Balcón de Alicante                        | bjergetape    | 152          | 3.707 m       | Michael Storer      | Primož Roglič        |
| 8. etape  | 21. aug. | Santa Pola – La Manga del Mar Menor                | flad etape    | 173,7        | 923 m         | Fabio Jakobsen      | Primož Roglič        |
| 9. etape  | 22. aug. | Puerto Lumbreras – Alto de Velefique               | bjergetape    | 188          | 4.725 m       | Damiano Caruso      | Primož Roglič        |
|           | 23. aug  | Hviledag                                           | Hviledag      |              |               |                     |                      |
| 10. etape | 24. aug. | Roquetas de Mar – Rincón de la Victoria            | kuperet etape | 189          | 2.350 m       | Michael Storer      | Odd Christian Eiking |
| 11. etape | 25. aug. | Antequera – Valdepeñas de Jaén                     | kuperet etape | 133,6        | 2.647 m       | Primož Roglič       | Odd Christian Eiking |
| 12. etape | 26. aug. | Jaén – Córdoba                                     | kuperet etape | 175          | 2.018 m       | Magnus Cort         | Odd Christian Eiking |
| 13. etape | 27. aug. | Belmez – Villanueva de la Serena                   | flad etape    | 203,7        | 1.642 m       | Florian Sénéchal    | Odd Christian Eiking |
| 14. etape | 28. aug. | Don Benito – Pico Villuercas                       | bjergetape    | 165,7        | 3.448 m       | Romain Bardet       | Odd Christian Eiking |
| 15. etape | 29. aug. | Navalmoral de la Mata – El Barraco                 | bjergetape    | 197,5        | 3.860 m       | Rafał Majka         | Odd Christian Eiking |
|           | 30. aug  | Hviledag                                           | Hviledag      |              |               |                     |                      |
| 16. etape | 31. aug. | Laredo – Santa Cruz de Bezana                      | flad etape    | 180          | 2.275 m       | Fabio Jakobsen      | Odd Christian Eiking |
| 17. etape | 1. sep.  | Unquera – Lagos de Covadonga                       | bjergetape    | 185,8        | 4.437 m       | Primož Roglič       | Primož Roglič        |
| 18. etape | 2. sep.  | Salas – Altu d'El Gamoniteiru                      | bjergetape    | 162,6        | 4.957 m       | Miguel Ángel López  | Primož Roglič        |
| 19. etape | 3. sep.  | Tapia de Casariego – Monforte de Lemos             | kuperet etape | 191,2        | 3.513 m       | Magnus Cort         | Primož Roglič        |
| 20. etape | 4. sep.  | Sanxenxo – Mos                                     | bjergetape    | 202,2        | 4.199 m       | Clément Champoussin | Primož Roglič        |
| 21. etape | 5. sep.  | Padrón – Santiago de Compostela                    | enkeltstart   | 33,8         | 636 m         | Primož Roglič       | Primož Roglič        |

## Hold og ryttere
| UCI WorldTeams (19)- AG2R Citroën Team - Astana-Premier Tech - Bahrain Victorious - Bora-Hansgrohe - Cofidis - Deceuninck-Quick Step - EF Education-Nippo - Groupama-FDJ - Ineos Grenadiers - Intermarché-Wanty-Gobert Matériaux - Israel Start-Up Nation - Jumbo-Visma - Lotto Soudal - Movistar Team - Team BikeExchange - Team DSM - Qhubeka NextHash - Trek-Segafredo - UAE Team Emirates UCI ProTeams (4)- Alpecin-Fenix - Burgos-BH - Caja Rural-Seguros RGA - Euskaltel-Euskadi |
| |

### Startliste
| Jumbo-Visma TJV | Jumbo-Visma TJV            | Jumbo-Visma TJV |
| --------------- | -------------------------- | --------------- |
| Nr.             | Rytter                     | Placering       |
| 1               | Primož Roglič (SLO)        | 1.              |
| 2               | Koen Bouwman (NED)         | 42.             |
| 3               | Robert Gesink (NED)        | 62.             |
| 4               | Lennard Hofstede (NED)     | 128.            |
| 5               | Steven Kruijswijk (NED)    | 12.             |
| 6               | Sepp Kuss (USA)            | 8.              |
| 7               | Sam Oomen (NED)            | 18.             |
| 8               | Nathan Van Hooydonck (BEL) | 82.             |

| AG2R Citroën Team ACT | AG2R Citroën Team ACT     | AG2R Citroën Team ACT |
| --------------------- | ------------------------- | --------------------- |
| Nr.                   | Rytter                    | Placering             |
| 11                    | Geoffrey Bouchard (FRA)   | 14.                   |
| 12                    | Lilian Calmejane (FRA)    | 33.                   |
| 13                    | Clément Champoussin (FRA) | 16.                   |
| 14                    | Mikaël Cherel (FRA)       | 45.                   |
| 15                    | Stan Dewulf (BEL)         | 65.                   |
| 16                    | Nicolas Prodhomme (FRA)   | 52.                   |
| 17                    | Damien Touzé (FRA)        | 79.                   |
| 18                    | Clément Venturini (FRA)   | 97.                   |

| Alpecin-Fenix AFC | Alpecin-Fenix AFC       | Alpecin-Fenix AFC |
| ----------------- | ----------------------- | ----------------- |
| Nr.               | Rytter                  | Placering         |
| 21                | Jay Vine (AUS)          | 73.               |
| 22                | Tobias Bayer (AUT)      | DNF-12            |
| 23                | Floris De Tier (BEL)    | 48.               |
| 24                | Alexander Krieger (GER) | 117.              |
| 25                | Sacha Modolo (ITA)      | DNF-19            |
| 26                | Jasper Philipsen (BEL)  | DNS-11            |
| 27                | Edward Planckaert (BEL) | 122.              |
| 28                | Scott Thwaites (GBR)    | 134.              |

| Astana-Premier Tech APT | Astana-Premier Tech APT              | Astana-Premier Tech APT |
| ----------------------- | ------------------------------------ | ----------------------- |
| Nr.                     | Rytter                               | Placering               |
| 31                      | Aleksandr Vlasov (RUS) (enkeltstart) | DNS-20                  |
| 32                      | Alex Aranburu (ESP)                  | DNS-11                  |
| 33                      | Omar Fraile (ESP) (landevej)         | DNS-13                  |
| 34                      | Gorka Izagirre (ESP)                 | 27.                     |
| 35                      | Jon Izagirre (ESP) (enkeltstart)     | 26.                     |
| 36                      | Jurij Natarov (KAZ)                  | 91.                     |
| 37                      | Óscar Rodríguez (ESP)                | DNF-7                   |
| 38                      | Luis León Sánchez (ESP)              | DNF-17                  |

| Bahrain Victorious TBV | Bahrain Victorious TBV          | Bahrain Victorious TBV |
| ---------------------- | ------------------------------- | ---------------------- |
| Nr.                    | Rytter                          | Placering              |
| 41                     | Mikel Landa (ESP)               | DNF-17                 |
| 42                     | Yukiya Arashiro (JPN)           | 116.                   |
| 43                     | Damiano Caruso (ITA)            | 17.                    |
| 44                     | Jack Haig (AUS)                 | 3.                     |
| 45                     | Gino Mäder (SUI)                | 5.                     |
| 46                     | Mark Padun (UKR)                | 59.                    |
| 47                     | Wout Poels (NED)                | 23.                    |
| 48                     | Jan Tratnik (SLO) (enkeltstart) | 94.                    |

| Bora-Hansgrohe BOH | Bora-Hansgrohe BOH                     | Bora-Hansgrohe BOH |
| ------------------ | -------------------------------------- | ------------------ |
| Nr.                | Rytter                                 | Placering          |
| 51                 | Felix Großschartner (AUT)              | 10.                |
| 52                 | Cesare Benedetti (POL)                 | 107.               |
| 53                 | Patrick Gamper (AUT)                   | 112.               |
| 54                 | Martin Laas (EST)                      | 140.               |
| 55                 | Jordi Meeus (BEL)                      | 139.               |
| 56                 | Anton Palzer (GER)                     | 102.               |
| 57                 | Maximilian Schachmann (GER) (landevej) | DNS-13             |
| 58                 | Ben Zwiehoff (GER)                     | 47.                |

| Burgos-BH BBH | Burgos-BH BBH        | Burgos-BH BBH |
| ------------- | -------------------- | ------------- |
| Nr.           | Rytter               | Placering     |
| 61            | Daniel Navarro (ESP) | 24.           |
| 62            | Jetse Bol (NED)      | 71.           |
| 63            | Óscar Cabedo (ESP)   | 19.           |
| 64            | Carlos Canal (ESP)   | 106.          |
| 65            | Ángel Madrazo (ESP)  | 63.           |
| 66            | Ander Okamika (ESP)  | 75.           |
| 67            | Diego Rubio (ESP)    | DNF-18        |
| 68            | Pelayo Sánchez (ESP) | 84.           |

| Caja Rural-Seguros RGA CJR | Caja Rural-Seguros RGA CJR     | Caja Rural-Seguros RGA CJR |
| -------------------------- | ------------------------------ | -------------------------- |
| Nr.                        | Rytter                         | Placering                  |
| 71                         | Jonathan Lastra (ESP)          | DNF-18                     |
| 72                         | Jon Aberasturi (ESP)           | 132.                       |
| 73                         | Julen Amezqueta (ESP)          | 43.                        |
| 74                         | Aritz Bagües (ESP)             | 87.                        |
| 75                         | Jefferson Alveiro Cepeda (ECU) | 32.                        |
| 76                         | Álvaro Cuadros (ESP)           | 78.                        |
| 77                         | Oier Lazkano (ESP)             | DNS-20                     |
| 78                         | Sergio Martín (ESP)            | DNF-9                      |

| Cofidis COF | Cofidis COF            | Cofidis COF |
| ----------- | ---------------------- | ----------- |
| Nr.         | Rytter                 | Placering   |
| 81          | Guillaume Martin (FRA) | 9.          |
| 82          | Piet Allegaert (BEL)   | 123.        |
| 83          | Fernando Barceló (ESP) | 89.         |
| 84          | Eddy Finé (FRA)        | 92.         |
| 85          | Jesús Herrada (ESP)    | 38.         |
| 86          | José Herrada (ESP)     | 57.         |
| 87          | Emmanuel Morin (FRA)   | DNF-7       |
| 88          | Rémy Rochas (FRA)      | 15.         |

| Deceuninck-Quick Step DQT | Deceuninck-Quick Step DQT       | Deceuninck-Quick Step DQT |
| ------------------------- | ------------------------------- | ------------------------- |
| Nr.                       | Rytter                          | Placering                 |
| 91                        | Fabio Jakobsen (NED)            | 141.                      |
| 92                        | Andrea Bagioli (ITA)            | 90.                       |
| 93                        | Josef Černý (CZE) (enkeltstart) | 142.                      |
| 94                        | James Knox (GBR)                | 100.                      |
| 95                        | Florian Sénéchal (FRA)          | 118.                      |
| 96                        | Zdeněk Štybar (CZE)             | 133.                      |
| 97                        | Bert Van Lerberghe (BEL)        | 137.                      |
| 98                        | Mauri Vansevenant (BEL)         | 101.                      |

| EF Education-Nippo EFN | EF Education-Nippo EFN              | EF Education-Nippo EFN |
| ---------------------- | ----------------------------------- | ---------------------- |
| Nr.                    | Rytter                              | Placering              |
| 101                    | Hugh Carthy (GBR)                   | DNF-7                  |
| 102                    | Jonathan Caicedo (ECU)              | DNS-15                 |
| 103                    | Diego Camargo (COL)                 | 53.                    |
| 104                    | Simon Carr (GBR)                    | DNF-11                 |
| 105                    | Lawson Craddock (USA) (enkeltstart) | 69.                    |
| 106                    | Jens Keukeleire (BEL)               | 50.                    |
| 107                    | Magnus Cort (DEN)                   | 77.                    |
| 108                    | Thomas Scully (NZL)                 | 125.                   |

| Euskaltel-Euskadi EUS | Euskaltel-Euskadi EUS    | Euskaltel-Euskadi EUS |
| --------------------- | ------------------------ | --------------------- |
| Nr.                   | Rytter                   | Placering             |
| 111                   | Mikel Bizkarra (ESP)     | 46.                   |
| 112                   | Xabier Azparren (ESP)    | 111.                  |
| 113                   | Joan Bou (ESP)           | 103.                  |
| 114                   | Mikel Iturria (ESP)      | 60.                   |
| 115                   | Juan José Lobato (ESP)   | 136.                  |
| 116                   | Gotzon Martín (ESP)      | 37.                   |
| 117                   | Luis Ángel Maté (ESP)    | 30.                   |
| 118                   | Antonio Jesús Soto (ESP) | 81.                   |

| Groupama-FDJ GFC | Groupama-FDJ GFC                              | Groupama-FDJ GFC |
| ---------------- | --------------------------------------------- | ---------------- |
| Nr.              | Rytter                                        | Placering        |
| 121              | Arnaud Démare (FRA)                           | 96.              |
| 122              | Kevin Geniets (LUX) (landevej og enkeltstart) | 85.              |
| 123              | Jacopo Guarnieri (ITA)                        | DNF-9            |
| 124              | Olivier Le Gac (FRA)                          | 76.              |
| 125              | Tobias Ludvigsson (SWE)                       | 99.              |
| 126              | Rudy Molard (FRA)                             | DNF-16           |
| 127              | Anthony Roux (FRA)                            | 58.              |
| 128              | Ramon Sinkeldam (NED)                         | 127.             |

| Ineos Grenadiers IGD | Ineos Grenadiers IGD   | Ineos Grenadiers IGD |
| -------------------- | ---------------------- | -------------------- |
| Nr.                  | Rytter                 | Placering            |
| 131                  | Egan Bernal (COL)      | 6.                   |
| 132                  | Richard Carapaz (ECU)  | DNS-14               |
| 133                  | Jhonatan Narváez (ECU) | DNF-15               |
| 134                  | Tom Pidcock (GBR)      | 67.                  |
| 135                  | Salvatore Puccio (ITA) | 98.                  |
| 136                  | Pavel Sivakov (RUS)    | 35.                  |
| 137                  | Dylan van Baarle (NED) | DNS-18               |
| 138                  | Adam Yates (GBR)       | 4.                   |

| Intermarché-Wanty-Gobert Matériaux IWG | Intermarché-Wanty-Gobert Matériaux IWG | Intermarché-Wanty-Gobert Matériaux IWG |
| -------------------------------------- | -------------------------------------- | -------------------------------------- |
| Nr.                                    | Rytter                                 | Placering                              |
| 141                                    | Louis Meintjes (RSA)                   | DNF-19                                 |
| 142                                    | Odd Christian Eiking (NOR)             | 11.                                    |
| 143                                    | Jan Hirt (CZE)                         | 28.                                    |
| 144                                    | Wesley Kreder (NED)                    | 110.                                   |
| 145                                    | Riccardo Minali (ITA)                  | 138.                                   |
| 146                                    | Simone Petilli (ITA)                   | 29.                                    |
| 147                                    | Rein Taaramäe (EST) (enkeltstart)      | 55.                                    |
| 148                                    | Kevin Van Melsen (BEL)                 | 126.                                   |

| Israel Start-Up Nation ISN | Israel Start-Up Nation ISN          | Israel Start-Up Nation ISN |
| -------------------------- | ----------------------------------- | -------------------------- |
| Nr.                        | Rytter                              | Placering                  |
| 151                        | Sep Vanmarcke (BEL)                 | DNF-16                     |
| 152                        | Sebastian Berwick (AUS)             | 135.                       |
| 153                        | Alexander Cataford (CAN)            | DNS-3                      |
| 154                        | Davide Cimolai (ITA)                | DNF-8                      |
| 155                        | Itamar Einhorn (ISR)                | DNF-17                     |
| 156                        | Guy Niv (ISR)                       | 93.                        |
| 157                        | James Piccoli (CAN)                 | 86.                        |
| 158                        | Mads Würtz Schmidt (DEN) (landevej) | DNF-7                      |

| Lotto-Soudal LTS | Lotto-Soudal LTS         | Lotto-Soudal LTS |
| ---------------- | ------------------------ | ---------------- |
| Nr.              | Rytter                   | Placering        |
| 161              | Andreas Kron (DEN)       | 68.              |
| 162              | Steff Cras (BEL)         | 20.              |
| 163              | Frederik Frison (BEL)    | DNF-3            |
| 164              | Matthew Holmes (GBR)     | HD-18            |
| 165              | Sylvain Moniquet (BEL)   | 83.              |
| 166              | Maxim Van Gils (BEL)     | 88.              |
| 167              | Harm Vanhoucke (BEL)     | 115.             |
| 168              | Florian Vermeersch (BEL) | 121.             |

| Movistar Team MOV | Movistar Team MOV        | Movistar Team MOV |
| ----------------- | ------------------------ | ----------------- |
| Nr.               | Rytter                   | Placering         |
| 171               | Enric Mas (ESP)          | 2.                |
| 172               | Imanol Erviti (ESP)      | 66.               |
| 173               | Johan Jacobs (SUI)       | DNF-9             |
| 174               | Miguel Ángel López (COL) | DNF-20            |
| 175               | Nelson Oliveira (POR)    | 72.               |
| 176               | José Joaquín Rojas (ESP) | 56.               |
| 177               | Alejandro Valverde (ESP) | DNF-7             |
| 178               | Carlos Verona (ESP)      | DNS-18            |

| BikeExchange BEX | BikeExchange BEX       | BikeExchange BEX |
| ---------------- | ---------------------- | ---------------- |
| Nr.              | Rytter                 | Placering        |
| 181              | Michael Matthews (AUS) | 70.              |
| 182              | Lucas Hamilton (AUS)   | 54.              |
| 183              | Damien Howson (AUS)    | 95.              |
| 184              | Luka Mezgec (SLO)      | 109.             |
| 185              | Mikel Nieve (ESP)      | 31.              |
| 186              | Nick Schultz (AUS)     | 49.              |
| 187              | Robert Stannard (AUS)  | 119.             |
| 188              | Andrej Zejts (KAZ)     | 44.              |

| Team DSM DSM | Team DSM DSM          | Team DSM DSM |
| ------------ | --------------------- | ------------ |
| Nr.          | Rytter                | Placering    |
| 191          | Romain Bardet (FRA)   | 25.          |
| 192          | Thymen Arensman (NED) | 61.          |
| 193          | Alberto Dainese (ITA) | 129.         |
| 194          | Nico Denz (GER)       | 114.         |
| 195          | Chad Haga (USA)       | 113.         |
| 196          | Chris Hamilton (AUS)  | 64.          |
| 197          | Michael Storer (AUS)  | 40.          |
| 198          | Martijn Tusveld (NED) | 34.          |

| Qhubeka NextHash TQA | Qhubeka NextHash TQA              | Qhubeka NextHash TQA |
| -------------------- | --------------------------------- | -------------------- |
| Nr.                  | Rytter                            | Placering            |
| 201                  | Fabio Aru (ITA)                   | 51.                  |
| 202                  | Sander Armée (BEL)                | DNF-17               |
| 203                  | Connor Brown (NZL)                | 130.                 |
| 204                  | Dimitri Claeys (BEL)              | 105.                 |
| 205                  | Sergio Henao (COL)                | DNF-19               |
| 206                  | Reinardt Janse van Rensburg (RSA) | HD-7                 |
| 207                  | Bert-Jan Lindeman (NED)           | 131.                 |
| 208                  | Dylan Sunderland (AUS)            | 104.                 |

| Trek-Segafredo TFS | Trek-Segafredo TFS       | Trek-Segafredo TFS |
| ------------------ | ------------------------ | ------------------ |
| Nr.                | Rytter                   | Placering          |
| 211                | Giulio Ciccone (ITA)     | DNF-16             |
| 212                | Gianluca Brambilla (ITA) | 22.                |
| 213                | Kenny Elissonde (FRA)    | DNF-17             |
| 214                | Alex Kirsch (LUX)        | 120.               |
| 215                | Juan Pedro López (ESP)   | 13.                |
| 216                | Antonio Nibali (ITA)     | 108.               |
| 217                | Kiel Reijnen (USA)       | DNF-15             |
| 218                | Quinn Simmons (USA)      | 124.               |

| UAE Team Emirates UAD | UAE Team Emirates UAD            | UAE Team Emirates UAD |
| --------------------- | -------------------------------- | --------------------- |
| Nr.                   | Rytter                           | Placering             |
| 221                   | David de la Cruz (ESP)           | 7.                    |
| 222                   | Joe Dombrowski (USA)             | 39.                   |
| 223                   | Ryan Gibbons (RSA) (enkeltstart) | 36.                   |
| 224                   | Rafał Majka (POL)                | 21.                   |
| 225                   | Sebastián Molano (COL)           | DNF-9                 |
| 226                   | Rui Oliveira (POR)               | 74.                   |
| 227                   | Jan Polanc (SLO)                 | 41.                   |
| 228                   | Matteo Trentin (ITA)             | 80.                   |

| Jumbo-Visma TJV | Jumbo-Visma TJV            | Jumbo-Visma TJV |
| --------------- | -------------------------- | --------------- |
| Nr.             | Rytter                     | Placering       |
| 1               | Primož Roglič (SLO)        | 1.              |
| 2               | Koen Bouwman (NED)         | 42.             |
| 3               | Robert Gesink (NED)        | 62.             |
| 4               | Lennard Hofstede (NED)     | 128.            |
| 5               | Steven Kruijswijk (NED)    | 12.             |
| 6               | Sepp Kuss (USA)            | 8.              |
| 7               | Sam Oomen (NED)            | 18.             |
| 8               | Nathan Van Hooydonck (BEL) | 82.             |

| AG2R Citroën Team ACT | AG2R Citroën Team ACT     | AG2R Citroën Team ACT |
| --------------------- | ------------------------- | --------------------- |
| Nr.                   | Rytter                    | Placering             |
| 11                    | Geoffrey Bouchard (FRA)   | 14.                   |
| 12                    | Lilian Calmejane (FRA)    | 33.                   |
| 13                    | Clément Champoussin (FRA) | 16.                   |
| 14                    | Mikaël Cherel (FRA)       | 45.                   |
| 15                    | Stan Dewulf (BEL)         | 65.                   |
| 16                    | Nicolas Prodhomme (FRA)   | 52.                   |
| 17                    | Damien Touzé (FRA)        | 79.                   |
| 18                    | Clément Venturini (FRA)   | 97.                   |

| Alpecin-Fenix AFC | Alpecin-Fenix AFC       | Alpecin-Fenix AFC |
| ----------------- | ----------------------- | ----------------- |
| Nr.               | Rytter                  | Placering         |
| 21                | Jay Vine (AUS)          | 73.               |
| 22                | Tobias Bayer (AUT)      | DNF-12            |
| 23                | Floris De Tier (BEL)    | 48.               |
| 24                | Alexander Krieger (GER) | 117.              |
| 25                | Sacha Modolo (ITA)      | DNF-19            |
| 26                | Jasper Philipsen (BEL)  | DNS-11            |
| 27                | Edward Planckaert (BEL) | 122.              |
| 28                | Scott Thwaites (GBR)    | 134.              |

| Astana-Premier Tech APT | Astana-Premier Tech APT              | Astana-Premier Tech APT |
| ----------------------- | ------------------------------------ | ----------------------- |
| Nr.                     | Rytter                               | Placering               |
| 31                      | Aleksandr Vlasov (RUS) (enkeltstart) | DNS-20                  |
| 32                      | Alex Aranburu (ESP)                  | DNS-11                  |
| 33                      | Omar Fraile (ESP) (landevej)         | DNS-13                  |
| 34                      | Gorka Izagirre (ESP)                 | 27.                     |
| 35                      | Jon Izagirre (ESP) (enkeltstart)     | 26.                     |
| 36                      | Jurij Natarov (KAZ)                  | 91.                     |
| 37                      | Óscar Rodríguez (ESP)                | DNF-7                   |
| 38                      | Luis León Sánchez (ESP)              | DNF-17                  |

| Bahrain Victorious TBV | Bahrain Victorious TBV          | Bahrain Victorious TBV |
| ---------------------- | ------------------------------- | ---------------------- |
| Nr.                    | Rytter                          | Placering              |
| 41                     | Mikel Landa (ESP)               | DNF-17                 |
| 42                     | Yukiya Arashiro (JPN)           | 116.                   |
| 43                     | Damiano Caruso (ITA)            | 17.                    |
| 44                     | Jack Haig (AUS)                 | 3.                     |
| 45                     | Gino Mäder (SUI)                | 5.                     |
| 46                     | Mark Padun (UKR)                | 59.                    |
| 47                     | Wout Poels (NED)                | 23.                    |
| 48                     | Jan Tratnik (SLO) (enkeltstart) | 94.                    |

| Bora-Hansgrohe BOH | Bora-Hansgrohe BOH                     | Bora-Hansgrohe BOH |
| ------------------ | -------------------------------------- | ------------------ |
| Nr.                | Rytter                                 | Placering          |
| 51                 | Felix Großschartner (AUT)              | 10.                |
| 52                 | Cesare Benedetti (POL)                 | 107.               |
| 53                 | Patrick Gamper (AUT)                   | 112.               |
| 54                 | Martin Laas (EST)                      | 140.               |
| 55                 | Jordi Meeus (BEL)                      | 139.               |
| 56                 | Anton Palzer (GER)                     | 102.               |
| 57                 | Maximilian Schachmann (GER) (landevej) | DNS-13             |
| 58                 | Ben Zwiehoff (GER)                     | 47.                |

| Burgos-BH BBH | Burgos-BH BBH        | Burgos-BH BBH |
| ------------- | -------------------- | ------------- |
| Nr.           | Rytter               | Placering     |
| 61            | Daniel Navarro (ESP) | 24.           |
| 62            | Jetse Bol (NED)      | 71.           |
| 63            | Óscar Cabedo (ESP)   | 19.           |
| 64            | Carlos Canal (ESP)   | 106.          |
| 65            | Ángel Madrazo (ESP)  | 63.           |
| 66            | Ander Okamika (ESP)  | 75.           |
| 67            | Diego Rubio (ESP)    | DNF-18        |
| 68            | Pelayo Sánchez (ESP) | 84.           |

| Caja Rural-Seguros RGA CJR | Caja Rural-Seguros RGA CJR     | Caja Rural-Seguros RGA CJR |
| -------------------------- | ------------------------------ | -------------------------- |
| Nr.                        | Rytter                         | Placering                  |
| 71                         | Jonathan Lastra (ESP)          | DNF-18                     |
| 72                         | Jon Aberasturi (ESP)           | 132.                       |
| 73                         | Julen Amezqueta (ESP)          | 43.                        |
| 74                         | Aritz Bagües (ESP)             | 87.                        |
| 75                         | Jefferson Alveiro Cepeda (ECU) | 32.                        |
| 76                         | Álvaro Cuadros (ESP)           | 78.                        |
| 77                         | Oier Lazkano (ESP)             | DNS-20                     |
| 78                         | Sergio Martín (ESP)            | DNF-9                      |

| Cofidis COF | Cofidis COF            | Cofidis COF |
| ----------- | ---------------------- | ----------- |
| Nr.         | Rytter                 | Placering   |
| 81          | Guillaume Martin (FRA) | 9.          |
| 82          | Piet Allegaert (BEL)   | 123.        |
| 83          | Fernando Barceló (ESP) | 89.         |
| 84          | Eddy Finé (FRA)        | 92.         |
| 85          | Jesús Herrada (ESP)    | 38.         |
| 86          | José Herrada (ESP)     | 57.         |
| 87          | Emmanuel Morin (FRA)   | DNF-7       |
| 88          | Rémy Rochas (FRA)      | 15.         |

| Deceuninck-Quick Step DQT | Deceuninck-Quick Step DQT       | Deceuninck-Quick Step DQT |
| ------------------------- | ------------------------------- | ------------------------- |
| Nr.                       | Rytter                          | Placering                 |
| 91                        | Fabio Jakobsen (NED)            | 141.                      |
| 92                        | Andrea Bagioli (ITA)            | 90.                       |
| 93                        | Josef Černý (CZE) (enkeltstart) | 142.                      |
| 94                        | James Knox (GBR)                | 100.                      |
| 95                        | Florian Sénéchal (FRA)          | 118.                      |
| 96                        | Zdeněk Štybar (CZE)             | 133.                      |
| 97                        | Bert Van Lerberghe (BEL)        | 137.                      |
| 98                        | Mauri Vansevenant (BEL)         | 101.                      |

| EF Education-Nippo EFN | EF Education-Nippo EFN              | EF Education-Nippo EFN |
| ---------------------- | ----------------------------------- | ---------------------- |
| Nr.                    | Rytter                              | Placering              |
| 101                    | Hugh Carthy (GBR)                   | DNF-7                  |
| 102                    | Jonathan Caicedo (ECU)              | DNS-15                 |
| 103                    | Diego Camargo (COL)                 | 53.                    |
| 104                    | Simon Carr (GBR)                    | DNF-11                 |
| 105                    | Lawson Craddock (USA) (enkeltstart) | 69.                    |
| 106                    | Jens Keukeleire (BEL)               | 50.                    |
| 107                    | Magnus Cort (DEN)                   | 77.                    |
| 108                    | Thomas Scully (NZL)                 | 125.                   |

| Euskaltel-Euskadi EUS | Euskaltel-Euskadi EUS    | Euskaltel-Euskadi EUS |
| --------------------- | ------------------------ | --------------------- |
| Nr.                   | Rytter                   | Placering             |
| 111                   | Mikel Bizkarra (ESP)     | 46.                   |
| 112                   | Xabier Azparren (ESP)    | 111.                  |
| 113                   | Joan Bou (ESP)           | 103.                  |
| 114                   | Mikel Iturria (ESP)      | 60.                   |
| 115                   | Juan José Lobato (ESP)   | 136.                  |
| 116                   | Gotzon Martín (ESP)      | 37.                   |
| 117                   | Luis Ángel Maté (ESP)    | 30.                   |
| 118                   | Antonio Jesús Soto (ESP) | 81.                   |

| Groupama-FDJ GFC | Groupama-FDJ GFC                              | Groupama-FDJ GFC |
| ---------------- | --------------------------------------------- | ---------------- |
| Nr.              | Rytter                                        | Placering        |
| 121              | Arnaud Démare (FRA)                           | 96.              |
| 122              | Kevin Geniets (LUX) (landevej og enkeltstart) | 85.              |
| 123              | Jacopo Guarnieri (ITA)                        | DNF-9            |
| 124              | Olivier Le Gac (FRA)                          | 76.              |
| 125              | Tobias Ludvigsson (SWE)                       | 99.              |
| 126              | Rudy Molard (FRA)                             | DNF-16           |
| 127              | Anthony Roux (FRA)                            | 58.              |
| 128              | Ramon Sinkeldam (NED)                         | 127.             |

| Ineos Grenadiers IGD | Ineos Grenadiers IGD   | Ineos Grenadiers IGD |
| -------------------- | ---------------------- | -------------------- |
| Nr.                  | Rytter                 | Placering            |
| 131                  | Egan Bernal (COL)      | 6.                   |
| 132                  | Richard Carapaz (ECU)  | DNS-14               |
| 133                  | Jhonatan Narváez (ECU) | DNF-15               |
| 134                  | Tom Pidcock (GBR)      | 67.                  |
| 135                  | Salvatore Puccio (ITA) | 98.                  |
| 136                  | Pavel Sivakov (RUS)    | 35.                  |
| 137                  | Dylan van Baarle (NED) | DNS-18               |
| 138                  | Adam Yates (GBR)       | 4.                   |

| Intermarché-Wanty-Gobert Matériaux IWG | Intermarché-Wanty-Gobert Matériaux IWG | Intermarché-Wanty-Gobert Matériaux IWG |
| -------------------------------------- | -------------------------------------- | -------------------------------------- |
| Nr.                                    | Rytter                                 | Placering                              |
| 141                                    | Louis Meintjes (RSA)                   | DNF-19                                 |
| 142                                    | Odd Christian Eiking (NOR)             | 11.                                    |
| 143                                    | Jan Hirt (CZE)                         | 28.                                    |
| 144                                    | Wesley Kreder (NED)                    | 110.                                   |
| 145                                    | Riccardo Minali (ITA)                  | 138.                                   |
| 146                                    | Simone Petilli (ITA)                   | 29.                                    |
| 147                                    | Rein Taaramäe (EST) (enkeltstart)      | 55.                                    |
| 148                                    | Kevin Van Melsen (BEL)                 | 126.                                   |

| Israel Start-Up Nation ISN | Israel Start-Up Nation ISN          | Israel Start-Up Nation ISN |
| -------------------------- | ----------------------------------- | -------------------------- |
| Nr.                        | Rytter                              | Placering                  |
| 151                        | Sep Vanmarcke (BEL)                 | DNF-16                     |
| 152                        | Sebastian Berwick (AUS)             | 135.                       |
| 153                        | Alexander Cataford (CAN)            | DNS-3                      |
| 154                        | Davide Cimolai (ITA)                | DNF-8                      |
| 155                        | Itamar Einhorn (ISR)                | DNF-17                     |
| 156                        | Guy Niv (ISR)                       | 93.                        |
| 157                        | James Piccoli (CAN)                 | 86.                        |
| 158                        | Mads Würtz Schmidt (DEN) (landevej) | DNF-7                      |

| Lotto-Soudal LTS | Lotto-Soudal LTS         | Lotto-Soudal LTS |
| ---------------- | ------------------------ | ---------------- |
| Nr.              | Rytter                   | Placering        |
| 161              | Andreas Kron (DEN)       | 68.              |
| 162              | Steff Cras (BEL)         | 20.              |
| 163              | Frederik Frison (BEL)    | DNF-3            |
| 164              | Matthew Holmes (GBR)     | HD-18            |
| 165              | Sylvain Moniquet (BEL)   | 83.              |
| 166              | Maxim Van Gils (BEL)     | 88.              |
| 167              | Harm Vanhoucke (BEL)     | 115.             |
| 168              | Florian Vermeersch (BEL) | 121.             |

| Movistar Team MOV | Movistar Team MOV        | Movistar Team MOV |
| ----------------- | ------------------------ | ----------------- |
| Nr.               | Rytter                   | Placering         |
| 171               | Enric Mas (ESP)          | 2.                |
| 172               | Imanol Erviti (ESP)      | 66.               |
| 173               | Johan Jacobs (SUI)       | DNF-9             |
| 174               | Miguel Ángel López (COL) | DNF-20            |
| 175               | Nelson Oliveira (POR)    | 72.               |
| 176               | José Joaquín Rojas (ESP) | 56.               |
| 177               | Alejandro Valverde (ESP) | DNF-7             |
| 178               | Carlos Verona (ESP)      | DNS-18            |

| BikeExchange BEX | BikeExchange BEX       | BikeExchange BEX |
| ---------------- | ---------------------- | ---------------- |
| Nr.              | Rytter                 | Placering        |
| 181              | Michael Matthews (AUS) | 70.              |
| 182              | Lucas Hamilton (AUS)   | 54.              |
| 183              | Damien Howson (AUS)    | 95.              |
| 184              | Luka Mezgec (SLO)      | 109.             |
| 185              | Mikel Nieve (ESP)      | 31.              |
| 186              | Nick Schultz (AUS)     | 49.              |
| 187              | Robert Stannard (AUS)  | 119.             |
| 188              | Andrej Zejts (KAZ)     | 44.              |

| Team DSM DSM | Team DSM DSM          | Team DSM DSM |
| ------------ | --------------------- | ------------ |
| Nr.          | Rytter                | Placering    |
| 191          | Romain Bardet (FRA)   | 25.          |
| 192          | Thymen Arensman (NED) | 61.          |
| 193          | Alberto Dainese (ITA) | 129.         |
| 194          | Nico Denz (GER)       | 114.         |
| 195          | Chad Haga (USA)       | 113.         |
| 196          | Chris Hamilton (AUS)  | 64.          |
| 197          | Michael Storer (AUS)  | 40.          |
| 198          | Martijn Tusveld (NED) | 34.          |

| Qhubeka NextHash TQA | Qhubeka NextHash TQA              | Qhubeka NextHash TQA |
| -------------------- | --------------------------------- | -------------------- |
| Nr.                  | Rytter                            | Placering            |
| 201                  | Fabio Aru (ITA)                   | 51.                  |
| 202                  | Sander Armée (BEL)                | DNF-17               |
| 203                  | Connor Brown (NZL)                | 130.                 |
| 204                  | Dimitri Claeys (BEL)              | 105.                 |
| 205                  | Sergio Henao (COL)                | DNF-19               |
| 206                  | Reinardt Janse van Rensburg (RSA) | HD-7                 |
| 207                  | Bert-Jan Lindeman (NED)           | 131.                 |
| 208                  | Dylan Sunderland (AUS)            | 104.                 |

| Trek-Segafredo TFS | Trek-Segafredo TFS       | Trek-Segafredo TFS |
| ------------------ | ------------------------ | ------------------ |
| Nr.                | Rytter                   | Placering          |
| 211                | Giulio Ciccone (ITA)     | DNF-16             |
| 212                | Gianluca Brambilla (ITA) | 22.                |
| 213                | Kenny Elissonde (FRA)    | DNF-17             |
| 214                | Alex Kirsch (LUX)        | 120.               |
| 215                | Juan Pedro López (ESP)   | 13.                |
| 216                | Antonio Nibali (ITA)     | 108.               |
| 217                | Kiel Reijnen (USA)       | DNF-15             |
| 218                | Quinn Simmons (USA)      | 124.               |

| UAE Team Emirates UAD | UAE Team Emirates UAD            | UAE Team Emirates UAD |
| --------------------- | -------------------------------- | --------------------- |
| Nr.                   | Rytter                           | Placering             |
| 221                   | David de la Cruz (ESP)           | 7.                    |
| 222                   | Joe Dombrowski (USA)             | 39.                   |
| 223                   | Ryan Gibbons (RSA) (enkeltstart) | 36.                   |
| 224                   | Rafał Majka (POL)                | 21.                   |
| 225                   | Sebastián Molano (COL)           | DNF-9                 |
| 226                   | Rui Oliveira (POR)               | 74.                   |
| 227                   | Jan Polanc (SLO)                 | 41.                   |
| 228                   | Matteo Trentin (ITA)             | 80.                   |

## Resultater

### Samlede stilling
| \| Samlede stilling \| Samlede stilling \| Samlede stilling \| Samlede stilling \| Samlede stilling \| \| Rytter \| Rytter \| Hold \| Tid \| \| \| ---------------- \| -------------------- \| ---------------------------------- \| ---------------- \| ---------------- \| \| 1. \| Primož Roglič \| Jumbo-Visma \| 83t 55' 29" \| \| \| 2. \| Enric Mas \| Movistar Team \| + 4' 42" \| \| \| 3. \| Jack Haig \| Bahrain Victorious \| + 7' 40" \| \| \| 4. \| Adam Yates \| Ineos Grenadiers \| + 9' 06" \| \| \| 5. \| Gino Mäder \| Bahrain Victorious \| + 11' 33" \| \| \| 6. \| Egan Bernal \| Ineos Grenadiers \| + 13' 27" \| \| \| 7. \| David de la Cruz \| UAE Team Emirates \| + 18' 33" \| \| \| 8. \| Sepp Kuss \| Jumbo-Visma \| + 18' 55" \| \| \| 9. \| Guillaume Martin \| Cofidis \| + 20' 27" \| \| \| 10. \| Felix Großschartner \| Bora-Hansgrohe \| + 22' 22" \| \| \| 11. \| Odd Christian Eiking \| Intermarché-Wanty-Gobert Matériaux \| + 25' 14" \| \| \| 12. \| Steven Kruijswijk \| Jumbo-Visma \| + 26' 42" \| \| \| 13. \| Juan Pedro López \| Trek-Segafredo \| + 31' 21" \| \| \| 14. \| Geoffrey Bouchard \| AG2R Citroën Team \| + 49' 09" \| \| \| 15. \| Rémy Rochas \| Cofidis \| + 52' 32" \| \| \| 16. \| Clément Champoussin \| AG2R Citroën Team \| + 57' 29" \| \| \| 17. \| Damiano Caruso \| Bahrain Victorious \| + 1t 05' 31" \| \| \| 18. \| Sam Oomen \| Jumbo-Visma \| + 1t 09' 25" \| \| \| 19. \| Óscar Cabedo \| Burgos-BH \| + 1t 12' 43" \| \| \| 20. \| Steff Cras \| Lotto-Soudal \| + 1t 22' 06" \| \| |                      |                                    |              |
| |                      |                                    |              |
| Kilde: ProCyclingStats |                      |                                    |              |
| Samlede stilling |                      |                                    |              |
| Rytter | Rytter               | Hold                               | Tid          |
| 1. | Primož Roglič        | Jumbo-Visma                        | 83t 55' 29"  |
| 2. | Enric Mas            | Movistar Team                      | + 4' 42"     |
| 3. | Jack Haig            | Bahrain Victorious                 | + 7' 40"     |
| 4. | Adam Yates           | Ineos Grenadiers                   | + 9' 06"     |
| 5. | Gino Mäder           | Bahrain Victorious                 | + 11' 33"    |
| 6. | Egan Bernal          | Ineos Grenadiers                   | + 13' 27"    |
| 7. | David de la Cruz     | UAE Team Emirates                  | + 18' 33"    |
| 8. | Sepp Kuss            | Jumbo-Visma                        | + 18' 55"    |
| 9. | Guillaume Martin     | Cofidis                            | + 20' 27"    |
| 10. | Felix Großschartner  | Bora-Hansgrohe                     | + 22' 22"    |
| 11. | Odd Christian Eiking | Intermarché-Wanty-Gobert Matériaux | + 25' 14"    |
| 12. | Steven Kruijswijk    | Jumbo-Visma                        | + 26' 42"    |
| 13. | Juan Pedro López     | Trek-Segafredo                     | + 31' 21"    |
| 14. | Geoffrey Bouchard    | AG2R Citroën Team                  | + 49' 09"    |
| 15. | Rémy Rochas          | Cofidis                            | + 52' 32"    |
| 16. | Clément Champoussin  | AG2R Citroën Team                  | + 57' 29"    |
| 17. | Damiano Caruso       | Bahrain Victorious                 | + 1t 05' 31" |
| 18. | Sam Oomen            | Jumbo-Visma                        | + 1t 09' 25" |
| 19. | Óscar Cabedo         | Burgos-BH                          | + 1t 12' 43" |
| 20. | Steff Cras           | Lotto-Soudal                       | + 1t 22' 06" |

### Pointkonkurrencen
| Pointkonkurrence | Pointkonkurrence | Pointkonkurrence      | Pointkonkurrence | Pointkonkurrence |
| Rytter           | Rytter           | Hold                  | Point            |                  |
| ---------------- | ---------------- | --------------------- | ---------------- | ---------------- |
| 1.               | Fabio Jakobsen   | Deceuninck-Quick Step | 250 point        |                  |
| 2.               | Primož Roglič    | Jumbo-Visma           | 199 point        |                  |
| 3.               | Magnus Cort      | EF Education-Nippo    | 161 point        |                  |
| 4.               | Matteo Trentin   | UAE Team Emirates     | 145 point        |                  |
| 5.               | Enric Mas        | Movistar Team         | 120 point        |                  |
| 6.               | Alberto Dainese  | Team DSM              | 120 point        |                  |
| 7.               | Michael Matthews | BikeExchange          | 114 point        |                  |
| 8.               | Andrea Bagioli   | Deceuninck-Quick Step | 101 point        |                  |
| 9.               | Egan Bernal      | Ineos Grenadiers      | 96 point         |                  |
| 10.              | Arnaud Démare    | Groupama-FDJ          | 91 point         |                  |

### Bjergkonkurrencen
| Bjergkonkurrence | Bjergkonkurrence | Bjergkonkurrence   | Bjergkonkurrence | Bjergkonkurrence |
| Rytter           | Rytter           | Hold               | Point            |                  |
| ---------------- | ---------------- | ------------------ | ---------------- | ---------------- |
| 1.               | Michael Storer   | Team DSM           | 80 point         |                  |
| 2.               | Romain Bardet    | Team DSM           | 61 point         |                  |
| 3.               | Primož Roglič    | Jumbo-Visma        | 51 point         |                  |
| 4.               | Damiano Caruso   | Bahrain Victorious | 33 point         |                  |
| 5.               | Rafał Majka      | UAE Team Emirates  | 33 point         |                  |
| 6.               | Jack Haig        | Bahrain Victorious | 23 point         |                  |
| 7.               | Sepp Kuss        | Jumbo-Visma        | 19 point         |                  |
| 8.               | Enric Mas        | Movistar Team      | 17 point         |                  |
| 9.               | Egan Bernal      | Ineos Grenadiers   | 16 point         |                  |
| 10.              | Fabio Aru        | Qhubeka NextHash   | 16 point         |                  |

### Ungdomskonkurrencen
| Ungdomskonkurrence | Ungdomskonkurrence       | Ungdomskonkurrence     | Ungdomskonkurrence | Ungdomskonkurrence |
| Rytter             | Rytter                   | Hold                   | Tid                |                    |
| ------------------ | ------------------------ | ---------------------- | ------------------ | ------------------ |
| 1.                 | Gino Mäder               | Bahrain Victorious     | 84t 07' 02"        |                    |
| 2.                 | Egan Bernal              | Ineos Grenadiers       | + 1' 54"           |                    |
| 3.                 | Juan Pedro López         | Trek-Segafredo         | + 19' 48"          |                    |
| 4.                 | Rémy Rochas              | Cofidis                | + 40' 59"          |                    |
| 5.                 | Clément Champoussin      | AG2R Citroën Team      | + 45' 56"          |                    |
| 6.                 | Steff Cras               | Lotto-Soudal           | + 1t 10' 33"       |                    |
| 7.                 | Jefferson Alveiro Cepeda | Caja Rural-Seguros RGA | + 1t 47' 21"       |                    |
| 8.                 | Pavel Sivakov            | Ineos Grenadiers       | + 1t 53' 14"       |                    |
| 9.                 | Gotzon Martín            | Euskaltel-Euskadi      | + 1t 59' 06"       |                    |
| 10.                | Michael Storer           | Team DSM               | + 2t 11' 12"       |                    |

### Holdkonkurrencen
| Holdkonkurrence | Holdkonkurrence                    | Holdkonkurrence | Holdkonkurrence |
| Hold            | Hold                               | Tid             |                 |
| --------------- | ---------------------------------- | --------------- | --------------- |
| 1.              | Bahrain Victorious                 | 252t 19' 35"    |                 |
| 2.              | Jumbo-Visma                        | + 7' 26"        |                 |
| 3.              | Ineos Grenadiers                   | + 32' 18"       |                 |
| 4.              | UAE Team Emirates                  | + 1t 05' 10"    |                 |
| 5.              | Intermarché-Wanty-Gobert Matériaux | + 1t 15' 05"    |                 |
| 6.              | Movistar Team                      | + 1t 17' 16"    |                 |
| 7.              | AG2R Citroën Team                  | + 1t 43' 04"    |                 |
| 8.              | Cofidis                            | + 2t 15' 39"    |                 |
| 9.              | Trek-Segafredo                     | + 2t 38' 20"    |                 |
| 10.             | Team DSM                           | + 2t 59' 49"    |                 |